# Gábor Horváth (calciatore 1959)
Gábor Horváth (Kisláng, 20 marzo 1959 – 17 settembre 2019) è stato un dirigente sportivo e calciatore ungherese, di ruolo difensore.

## Biografia
Ha avuto due figli fra cui Gábor, divenuto calciatore nel Videoton e nella nazionale.

## Carriera

### Calciatore

#### Club
Fra il 1979 e il 1991 ha totalizzato 317 presenze e 5 reti in massima divisione ungherese con la maglia del Videoton; ha anche disputato 17 gare di Coppa UEFA, scendendo in campo in tutte le 12 gare della stagione 1984-1985 in cui i Vidi raggiunsero la finale.

#### Nazionale
È stato convocato nella Nazionale Under-21 per gli Europei di categoria del 1980, disputando la gara di ritorno dei quarti di finale contro la Germania Est.

### Dopo il ritiro
Al termine della carriera di calciatore ha ricoperto vari incarichi nel Videton, assumendo la direzione tecnica della squadra fra il 1993 e il 1999 e quella del museo della società fino alla scomparsa nel 2019.

## Statistiche

### Presenze e reti nei club
| Stagione        | Squadra          | Campionato      | Campionato | Campionato | Coppe nazionali | Coppe nazionali | Coppe nazionali | Coppe continentali | Coppe continentali | Coppe continentali | Totale | Totale |
| Stagione        | Squadra          | Comp            | Pres       | Reti       | Comp            | Pres            | Reti            | Comp               | Pres               | Reti               | Pres   | Reti   |
| --------------- | ---------------- | --------------- | ---------- | ---------- | --------------- | --------------- | --------------- | ------------------ | ------------------ | ------------------ | ------ | ------ |
| 1979-1980       | Videoton         | NB I            | 33         | 0          | MK              | 1               | 0               | -                  | -                  | -                  | 34     | 0      |
| 1980-1981       | Videoton         | NB I            | 8          | 0          | MK              | 0               | 0               | -                  | -                  | -                  | 8      | 0      |
| 1981-1982       | Videoton         | NB I            | 31         | 0          | MK              | 6               | 0               | CU                 | 1                  | 0                  | 38     | 0      |
| 1982-1983       | Videoton         | NB I            | 28         | 2          | MK              | 2               | 0               | -                  | -                  | -                  | 30     | 2      |
| 1983-1984       | Videoton         | NB I            | 27         | 4          | MK              | 3               | 0               | -                  | -                  | -                  | 30     | 4      |
| 1984-1985       | Videoton         | NB I            | 27         | 0          | MK              | 2               | 0               | CU                 | 12                 | 0                  | 41     | 0      |
| 1985-1986       | Videoton         | NB I            | 20         | 0          | MK              | 0               | 0               | CU                 | 2                  | 0                  | 22     | 0      |
| 1986-1987       | Videoton         | NB I            | 29         | 0          | MK              | 5               | 0               | -                  | -                  | -                  | 34     | 0      |
| 1987-1988       | Videoton         | NB I            | 29         | 0          | MK              | 4               | 0               | -                  | -                  | -                  | 33     | 0      |
| 1988-1989       | Videoton         | NB I            | 28         | 0          | MK              | 2               | 0               | -                  | -                  | -                  | 30     | 0      |
| 1989-1990       | Videoton         | NB I            | 27         | 0          | MK              | 3               | 0               | CU                 | 2                  | 0                  | 32     | 0      |
| 1990-1991       | Videoton-Waltham | NB I            | 30         | 0          | MK              | 3               | 0               | -                  | -                  | -                  | 33     | 0      |
| Totale carriera | Totale carriera  | Totale carriera | 317        | 5          |                 | 36              | 0               |                    | 17                 | 0                  | 370    | 5      |

### Cronologia presenze e reti in nazionale
| Cronologia completa delle presenze e delle reti in nazionale ― Ungheria under 21 | Cronologia completa delle presenze e delle reti in nazionale ― Ungheria under 21 | Cronologia completa delle presenze e delle reti in nazionale ― Ungheria under 21 | Cronologia completa delle presenze e delle reti in nazionale ― Ungheria under 21 | Cronologia completa delle presenze e delle reti in nazionale ― Ungheria under 21 | Cronologia completa delle presenze e delle reti in nazionale ― Ungheria under 21 | Cronologia completa delle presenze e delle reti in nazionale ― Ungheria under 21 | Cronologia completa delle presenze e delle reti in nazionale ― Ungheria under 21 |
| Data                                                                             | Città                                                                            | In casa                                                                          | Risultato                                                                        | Ospiti                                                                           | Competizione                                                                     | Reti                                                                             | Note                                                                             |
| -------------------------------------------------------------------------------- | -------------------------------------------------------------------------------- | -------------------------------------------------------------------------------- | -------------------------------------------------------------------------------- | -------------------------------------------------------------------------------- | -------------------------------------------------------------------------------- | -------------------------------------------------------------------------------- | -------------------------------------------------------------------------------- |
| 9-4-1980                                                                         | Jena                                                                             | Germania Est under 21                                                            | 3 – 0                                                                            | Ungheria under 21                                                                | Europeo Under-21 1980                                                            | -                                                                                |                                                                                  |
| Totale                                                                           |                                                                                  | Presenze                                                                         | 1                                                                                |                                                                                  | Reti                                                                             | 0                                                                                |                                                                                  |